# Territori Antàrtic Britànic
El Territori Antàrtic Britànic (British Antarctic Territory,BAT) és un sector de l'Antàrtida reivindicat pel Regne Unit com un dels seus Territoris d'Ultramar. Consta de la regió al sud de latitud 60° S i entre les longituds 20W i 80 W estenent-se en falca fins al pol Sud. Aquest territori es va formar el 3 de març de 1962, però la reivindicació britànica arrenca dels anys 1908 i 1917. El territori solapa les reivindicacions antàrtiques de l'Argentina i Xile. Està habitat només per equips de científics i estacions de suport operades i mantingudes pel Servei Antàrtic Britànic i altres organitzacions i les estacions de l'Argentina, Xile i d'altres països. S'estima uns 250 habitants.
El Tractat Antàrtic, signat pels principals estats que tenen reivindicacions, ni reconeix ni disputa les reivindicacions territorials, com aquesta i les altres, sobre l'Antàrtida. La majoria dels estats no reconeix cap reivindicació nacional sobre l'Antàrtida. El Regne Unit, França, Noruega, Nova Zelanda i Austràlia, tots ells estats amb reivindicacions antàrtiques, mútuament es reconeixen les seves reivindicacions territorials antàrtiques. Argentina i Xile disputen la reivindicació britànica.

## Geografia

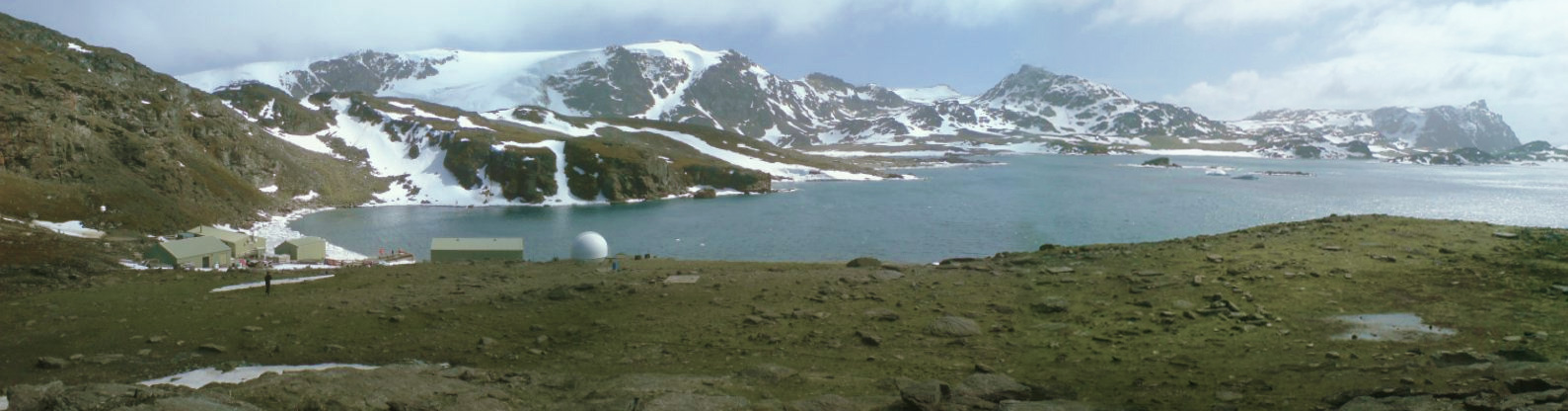
Estació de recerca Signy a les illes Orkney del sud

El territori antàrtic britànic inclou la Península Antàrtica, les illes Shetland del Sud, illes Orkney del Sud i nombroses altres illes, el Ronne Ice Shelf (Mar de Weddell), parts de Coats Land, i un triangle del continent antàrtic que convergeix al Pol Sud.
Un 99 per cent del territori està cobert permanentment pel gel, d'uns 5 km de gruix. El punt més alt és Mont Jackson, a la Península Antàrtica, de 3.184 m d'altitud.

## Estacions de recerca
Aquest territori té dues estacions permanents:
- Halley
- Rothera

L'estació de Recerca Signy va operar entre 1947 i 1996 i ara només funciona a l'estiu. Hi ha dues estacions de recerca d'estiu més a Fossil Bluff i Sky Blu.
L'estació Faraday es va mantenir fins a 1996, i després va ser venuda a Ucraïna i rebatejada Estació Vernadsky.
Des de 1996, la base històrica a Port Lockroy i Illa Goudier funciona a l'estiu i rep uns 10.000 visitants per any, essent un dels llocs més visitats del continent antàrtic.
La presència argentina a aquest territori data de l'any 1903 amb la fundació de la Base Orcadas a les illes Orkney del Sud.
Altres estats hi mantenen bases, moltes a les illes Shetland del Sud.